# 우크라이나 국립은행

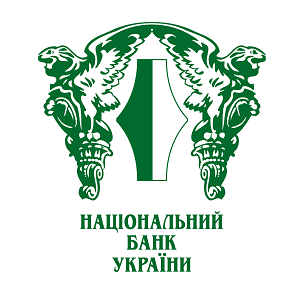
우크라이나 국립은행의 로고

우크라이나 국립은행(우크라이나어: Національний банк України)은 우크라이나의 국립은행으로, 본부는 키이우 9번가에 있다.

## 역사
소비에트 연방이 붕괴하기 전에는 소비에트 연방은행의 지사였으나 1992년 이후로는 우크라이나 중앙은행으로서 기능하고 있다. 신생국가의 국립은행이 낳는 여느 실수와 마찬가지로 우크라이나에서도 1990년대 경제 상황의 여파로 초인플레이션에 시달렸다.
1991년 3월 20일 "은행과 금융에 관련한 법안"을 제출해 5월 1일 정식 입법화됐으며 이 법안으로 USSR 하의 여러 은행들이 국유화됐다. 우크라이나 국립은행은 그 중에서도 USSR 은행 우크라이나공화국 은행 지부에 뿌리를 둔다.
우크라이나의 대통령을 지낸 빅토르 유셴코는 1993년부터 1999년까지 우크라이나 국립은행 총재로 근무하다 우크라이나 총리가 됐다.

## 법적 지위
우크라이나 국립은행의 법적 지위는 우크라이나 헌법에 명시돼 있으며 국립은행으로서의 지위를 보장받고 있다. 국가 재산으로서 독립되어 있으며 법적 자주성을 가지며 자본금은 천만 우크라이나 흐리우냐에 달한다.
1996년에 제정된 우크라이나 헌법 99조에 따르면 국립은행의 주요 목적은 통화인 흐리우냐의 안정화를 도모하고 은행 체계의 안정성과 자산 유지 및 물가안정을 꾀하는 것에 있다.
헌법상에도 국립은행은 중앙 정부의 주요 기관으로서 명시돼 있으며 통화 유통과 재정 및 통화 유동성의 강화를 목적으로 한다. 외화에 관련해 자국통화의 환율을 결정하는 역할도 하며 화폐가치에 대한 업무도 담당한다. 금융업에 종사하려는 사람들의 등록 및 심사, 민영은행에 대한 평가에 대해서도 전반적인 감독권을 행사한다.